# 経済産業研究所

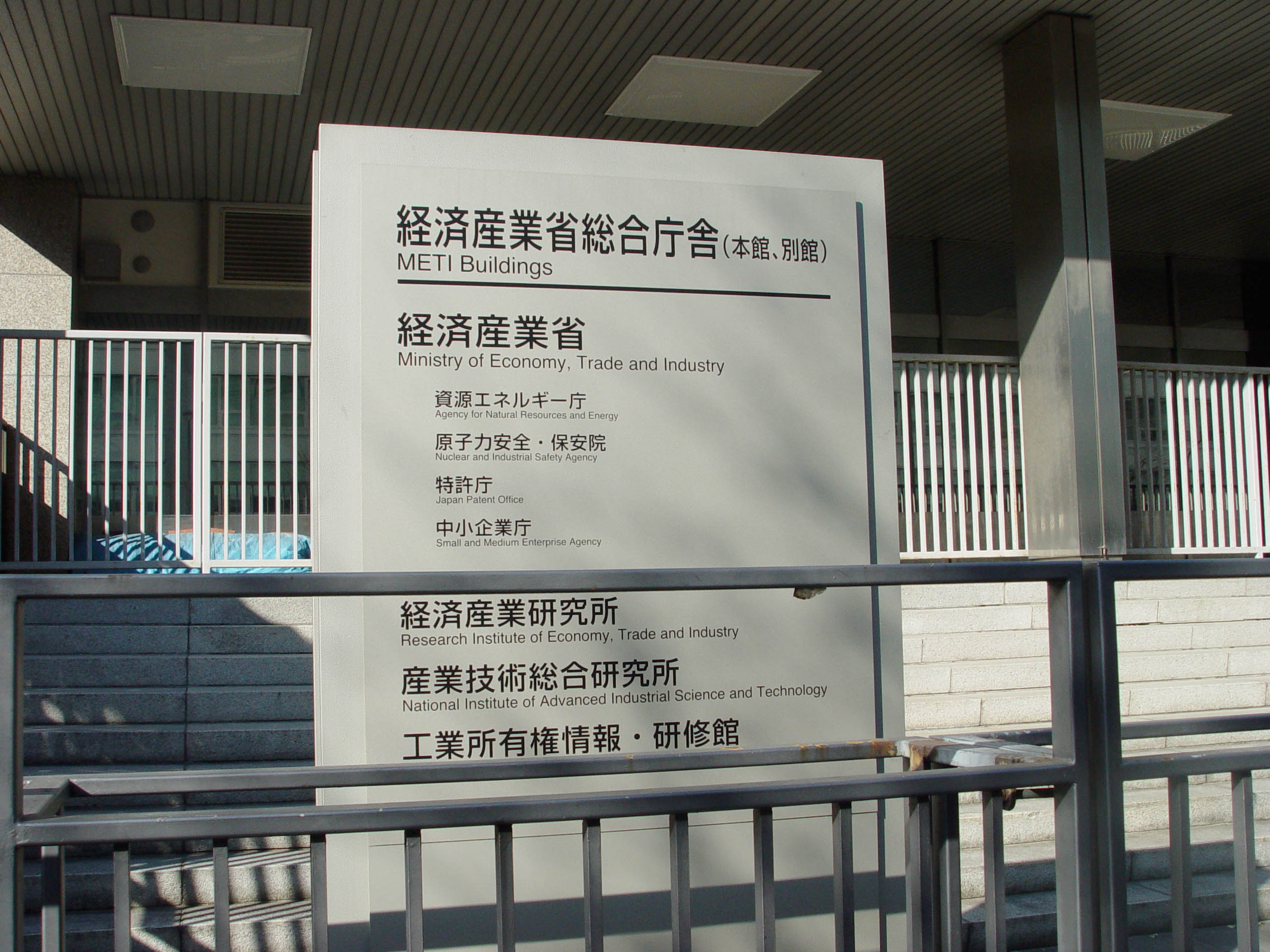
経済産業研究所が所在する経済産業省総合庁舎

独立行政法人経済産業研究所（けいざいさんぎょうけんきゅうじょ、英：The Research Institute of Economy, Trade and Industry、略称：RIETI）は、経済産業省が所管する独立行政法人のひとつ。2001年4月1日設立（それ以前は通商産業研究所）。

## 目的
日本国内および国外の経済及び産業に関する事情並びに経済産業政策（＝経済および産業に関する政策）に関する基礎的な調査及び研究等を効率的かつ効果的に行うとともに、その成果を活用することにより、日本の経済産業政策の立案に寄与するとともに、広く一般の経済及び産業に関する知識と理解の増進を図り、それによって経済及び産業の発展並びに鉱物資源およびエネルギーの安定的かつ効率的な供給の確保に資することを目的として設立された、とされている。

## 所在地
- 東京都千代田区霞が関1-3-1 経済産業省別館11階

## 組織・人事
- 所長
  - 冨浦 英一
- 理事長
  - 深尾 京司
- 理事
  - 池山 成俊
- 特別顧問（2015年まで）
  - 小宮隆太郎（経済学者、通商産業研究所（通産研）初代所長）
- 上席研究員
  - 小林慶一郎
  - 鶴光太郎